# Robustpferd

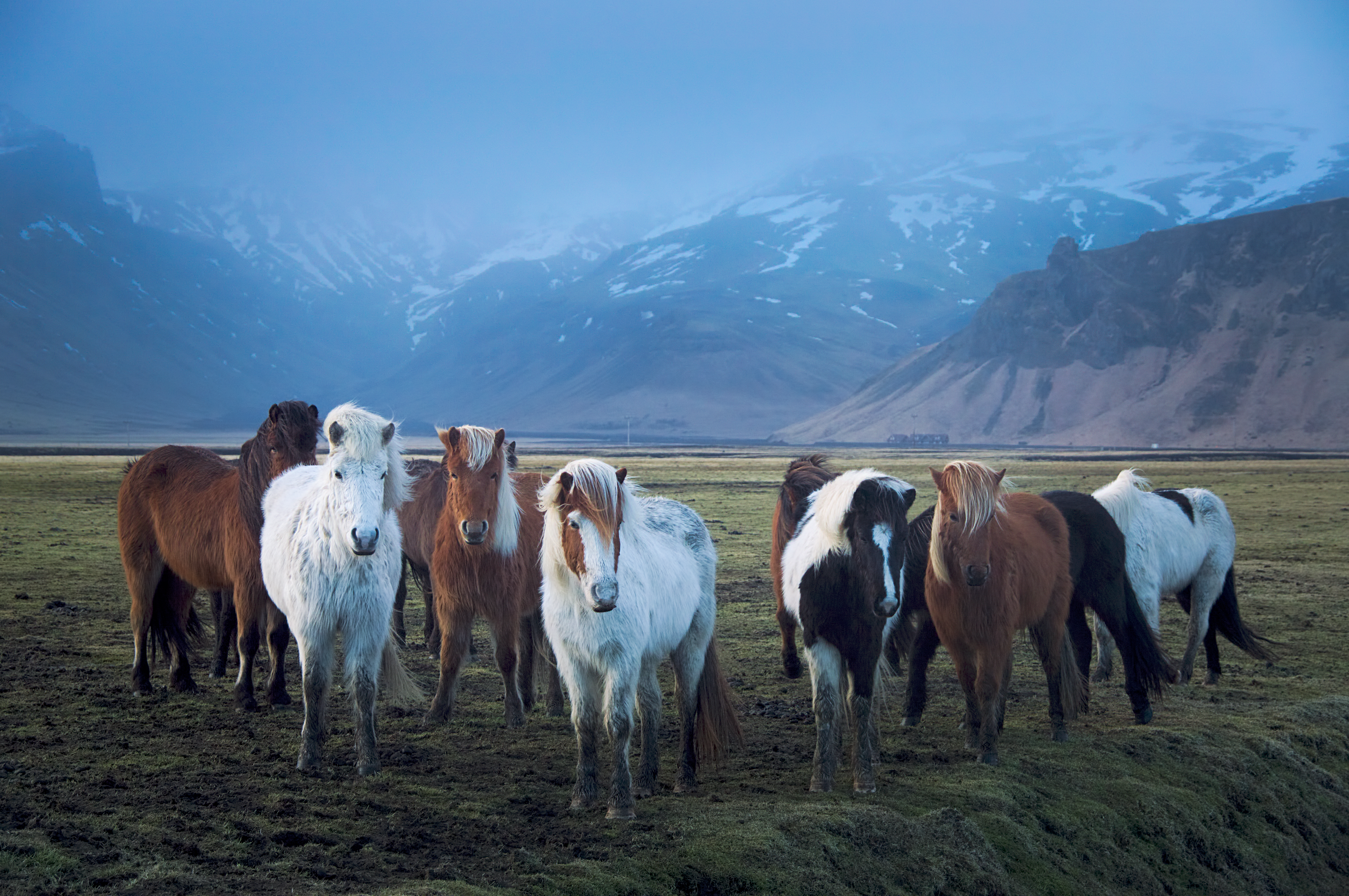
Islandpferde gehören zu den beliebtesten Robustpferderassen

Zur Kategorie Robustpferde werden Pferderassen gerechnet, die den urtümlichen Pferde- und Ponyrassen entsprechen wie zum Beispiel das Islandpony, Färöerpony, Norweger oder Haflinger und die im jeweils lokal vorherrschenden Klima ohne aufwendigen Witterungsschutz in ganzjähriger Offenstall- oder Weidehaltung gehalten werden können. Es handelt sich dabei um keine präzise zoologische Abgrenzung, sondern charakterisiert die körperliche Konstitution, sowie die mögliche Haltungs- und Nutzungsweise. Als biologisches Robustpferdemerkmal, das eine artgerechte Haltung im mitteleuropäischen Klima erlaubt, gilt das dichte, regenabweisende Fell und der dichte Schweifaufsatz (sogenannte "Regenhaube").
Vielfach sind alte Pferderassen aus bäuerlicher Zuchtrichtung wie zum Beispiel der Freiberger ebenfalls sehr gut robusthaltungsgeeignet. Selbst Vollblutaraber können dies dank ihrer vorzüglichen Anpassungsfähigkeit sein, wenn auch eingeschränkt, sind aber im engeren Sinne keine Robustpferde, da man sie im Allgemeinen nicht ohne besondere Rücksichten und Zufütterung zusammen mit anderen Robustpferden zum Beispiel Isländern im Offenstall halten kann, und sie als Vollblutpferde zum Robustpferd ein Gegensatzpaar bilden.
Bestimmend für die Charakterisierung des Robustpferdes ist insbesondere deren Vielseitigkeit im Einsatz. Robustpferde werden überwiegend als Freizeitpferd, typischerweise zum Geländereiten sowie insbesondere zum Wanderreiten eingesetzt, was durch deren unverfälscht natürlichen Instinkte unterstützt wird. Außerdem können sie in allen anderen Disziplinen ebenfalls auch mit Warm- und Vollblütern konkurrieren. Unter Robustpferden versteht man, unabhängig vom Stockmaß – der Begriff Robustpony ist eher unüblich – Erwachsenen-Reitpferde mit solidem Fundament und einem handhabbaren Reitpferde-Charakter der auch für schwächere Reiter und Kinder geeignet ist. Robustpferde sind aber auch sehr gut geeignet als Weidetiere für extensive Weidewirtschaft und zur Landschaftspflege.
Als kennzeichnend für Robustpferde gilt fernerhin ihre Leichtfuttrigkeit. Eine Zufütterung von Getreideprodukten (Kraftfutter) brauchen diese Pferde bei geringfügiger Nutzung meist nicht; im Gegenteil neigen diese bei Unterbeschäftigung auf normaler Weide zu übermäßigen Fettansatz, was dann vom Besitzer reglementiert werden muss, wenn es nicht zu gesundheitlichen Problemen („Wohlstandskrankheiten“) wie Fettleibigkeit, Sommerekzem oder Hufrehe kommen soll.
Charakteristisch ist vom Verhalten her auch die Verträglichkeit mit anderen Pferden, die eine unproblematische Gruppenhaltung erlaubt, aber auch ihre Neigung zu höchst eigenständigem, individuellem Wesen, was vom Besitzer häufig Erfahrung und ein gewisses Mass an liebevollem Durchsetzungsvermögen erfordert. Von Robustpferderassen wird angenommen, dass ihr Verhalten dem ursprünglichen Wildpferdeverhalten am nächsten kommt. Sie sind daher auch entsprechende, vergleichsweise einfach zugängliche Studienobjekte der Pferdeverhaltensforschung geworden.